# Molophilus permutatus
Molophilus permutatus là một loài ruồi trong họ Limoniidae. Chúng phân bố ở miền Australasia.